# Berisso (município)
Berisso (partido) é um partido (município) localizado na província de Buenos Aires, Argentina. Possuía, de acordo com estimativa de 2019, 95.987 habitantes.

## Localidades
- Berisso
- Barrio Banco Provincia
- Barrio El Carmen
- Barrio Universitario
- Los Talas
- Villa Argūello
- Villa Independencia
- Villa Dolores
- Villa Nueva
- Villa Porteña
- Villa Progreso
- Villa San Carlos
- Villa Zula
- Villa Banco
- Los Catorce